# Penbrook
Penbrook est un borough situé au sud-ouest de la partie centrale du comté de Dauphin, en Pennsylvanie, aux États-Unis,. En 2010, il comptait une population de 3 008 habitants. Il est incorporé le 10 juillet 1894.

## Démographie
Lors du recensement de 2010, le borough comptait une population de 3 008 habitants. Elle est estimée, en 2019, à 3 027 habitants.

### Source de la traduction
- (en) Cet article est partiellement ou en totalité issu de l’article de Wikipédia en anglais intitulé « Penbrook, Pennsylvania » (voir la liste des auteurs).